# Сталинград (филм, 1993)
„Сталинград“ (на немски: Stalingrad) е немски антивоенен филм от 1993 г., режисиран от Йозеф Вилсмайер (1939 – 2020). Проследява взвод войници от германската армия, прехвърлени на Източния фронт на Втората световна война, където се озовават в битката при Сталинград. Основан е на реални събития.
Филмът е вторият немски филм, описващ битката за Сталинград. Беше предшестван от „Hunde, wollt ihr ewig leben“ (Сталинград: Кучета, искате ли да живеете вечно?) от 1959 г.

## Сюжет
През август 1942 г. германски войници се радват на отпуск в Черво, Лигурия, Италия, след като се бият в Първата битка при Ел Аламейн, където подофицер Манфред „Роло“ Роледер и обергефрайтер Фриц Райзер са представени на лейтенант Ханс фон Вицланд, техния нов командир на взвод. Тяхната част е незабавно изпратена на Източния фронт, за да се бие в Сталинградската битка.
Взводът на Вицланд се присъединява към рота, командвана от Хауптман Херман Мъск. Мъск ръководи нападение срещу фабрика, което води до тежки жертви. По-късно Вицланд иска прекратяване на огъня със Съветите, за да могат и двете страни да приберат ранените си, с което се съгласяват. По средата Мюлер (наричан „HGM“, за да го разграничи от другите Мюлери) нарушава примирието и в последвалия хаос едно руско момче се озовава при германците. Уицланд гневно напада Мюлер. Руското дете се представя като Коля.
Взводът на Вицланд е обкръжен в порутена сграда. По време на съветска атака Витцланд, Райзер, Роло, Емигхолц и Геге Мюлер слизат, за да осигурят канализацията, през което време Коля бяга. Вицланд се отделя от останалите и залавя жена войник на име Ирина; тя предлага да го заведе на безопасно място, но вместо това го блъска във водата и избягва. Хората му го спасяват. Емихолц е тежко ранен от експлозивен капан, десният му крак набързо е ампутиран от мъжете. Те го отвеждат в претъпкан център за помощ, където хващат асистент на лекар под прицела, за да лекуват Емигхолц, въпреки настояването на медика, че той не е лекар. Асистентът бързо инжектира Емигхолц, който умира много скоро. След това мъжете са арестувани от Хауптман Халер, който преди това е бил в конфликт с Вицланд относно отношението към съветските затворници. Те са наказани с причисление към наказателен батальон, обезвреждащ противопехотни мини.
Четири седмици по-късно настъпва брутална зима и руснаците обкръжават германската Шеста армия. Хауптман Мъск преназначава наказателния батальон, който включва опозорения колега Ото, за бойно дежурство, след като мъжете заплашват с бунт, освен ако престъпленията им не бъдат помилвани. Взводът на Вицланд отблъсква съветска танкова колона след кръвопролитна битка. Хауптман Халер по-късно нарежда на фон Вицланд и хората му да екзекутират група невъоръжени цивилни, обвинени в саботаж, включително Коля. Фриц и Уицланд протестират, но в крайна сметка Фриц трябва да се подчинява на заповеди и цивилните са екзекутирани.
Убийството на Коля има дълбок ефект върху вече деморализираните войници; Вицланд, Геге и Райзер решават да дезертират. Те се отправят към летище Питомник с надеждата да хванат самолета обратно за Германия, крадат медицински етикети от някои мъртви тела по пътя, за да се преструват на ранени. Последният транспортен самолет е на път да тръгне, когато пристигат, но на борда се допускат само офицери. Фриц пита защо Ханс, офицер, не се е опитал да се качи, без отговор.
Те се присъединяват отново към останалите в убежището, където откриват Мъск, страдащ от тежко окопно стъпало. Докато мъжете възстановяват спада на германските запаси, Халер се появява и ги държи на прицела, но бързо е покорен; той случайно прострелва GG, докато пада, убивайки го. Халер се моли за живота си, като първо се опитва да използва властта си, след това им разказва за доставките, които трупа в близката къща, преди да бъде екзекутиран от Ото.
В мазето на къщата те намират рафтове, пълни с храна и алкохол, и Ирина, вързана за легло. Вицланд я освобождава. Тя се опитва да провокира Вицланд да я убие, но той отказва, вместо това ѝ дава пистолет и ѝ казва да го направи сама. Тя не може да го направи. Докато останалите мъже се наслаждават на лукса, заблуден и умиращ Мъск се опитва да ги събере да се присъединят отново към битката. Ото изпада в истерия и се застрелва в главата. Роло изнася Мъск навън, само за да открие, че Шеста армия се предава на Съветите. Мъск се поддава на стихиите, след като Роло е инструктиран да се предаде.
Ирина предлага да помогне на Уицланд и Райзер да се измъкнат, но докато се промъкват през силна снежна буря, те са застреляни от руски войници; Ирина е убита незабавно, а Уицланд е застрелян. Ранен и съкрушен от скръб, той в крайна сметка става твърде слаб, за да ходи, умирайки в ръцете на Райзер. Райзър люлее тялото си и замръзва до смърт.